# Tanikawa Tsuyoshi
Tsuyoshi Tanikawa (sinh ngày 25 tháng 4 năm 1980) là một cầu thủ bóng đá người Nhật Bản.

## Sự nghiệp câu lạc bộ
Tsuyoshi Tanikawa đã từng chơi cho Shimizu S-Pulse, Ventforet Kofu, New Hampshire Phantoms, Mito HollyHock và FC Machida Zelvia.